# Протекторат Кромвеля
Протекторат Кромвеля — Англійська революція, що охоплює період з 1647 по 1660 роки. Правителем (лордом-протектором) Англії, Шотландії та Ірландії на початку цього періоду був Олівер Кромвель; після його смерті(1658) протягом року правив його син Річард.

## Перший етап революції
Поразкою короля і його політичного оточення закінчилася перша громадянська війна. Карл І втік до своїх союзників шотландців, після декількох військових поразок королівської армії, але ті за значний грошовий викуп видали його парламенту.
Основна боротьба розгорнулася між пресвітеріанами та індепендентами. Інтереси великої торгово-фінансової буржуазії і верхів дворянства відстоювали пресвітеріани, виступаючи за негайне закінчення революції, конституційну монархію, реформу церкви, примирення з королем. Індепенденти були прихильниками енергійного ведення війни, більш радикальної церковної реформи, а також деяких політичних і соціальних реформ. Також вони підтримували торгову і промислову буржуазію, середнє дворянство(джентрі). І якщо в індепендентів була підтримка армії на чолі з Кромвелем, то пресвітеріани мали більшість у парламенті. В 1647 році індепенденти здобули перемогу над пресвітеріанами Довгого парламенту і створили в палаті общин індепендентську більшість. Навесні 1648 року почалася Друга громадянська війна. Армія Кромвеля придушила виступи, вступила в Лондон і підтримала організований Радою офіцерів розгон монархічно налаштованих членів парламенту.

## Другий етап революції
26 січня 1649 року Карл I, король Англії, Шотландії та Ірландії, був засуджений до смерті і незабаром страчений за «кримінальні дії проти англійського парламенту і народу». 17 березня англійський парламент оголосив про скасування англійської монархії як «непотрібної, обтяжливої та небезпечної для блага народа», а 19 травня був прийнятий «Акт про оголошення Англії республікою», де проголошувалось, що країна керується парламентом і призначеними ним посадовими особами. Однак заколоти та війни, що пішли слідом за цим, значно підняли вплив військової верхівки на чолі з головнокомандувачем Олівером Кромвелем, які спирались на радикальних пуритан-індепендентів.
Відразу після страти короля в Англії почалися заворушення бідноти (дигери, левелери), жорстоко подавлені Кромвелем. Одночасно почався заколот в Ірландії та Шотландії. До кінця 1649 Кромвель проводив жорстоке усмирення Ірландії, а потім прибув до Шотландії, де місцевий парламент оголосив королем принца Карла, сина страченого короля; шотландське просвітеріанство безкомпромісно протистояло як англіканам, так і індепендам. Кардинал Мазаріні від Франції і Вільгельм II Оранський від Голландії надали Карлу значну грошову та матеріальну допомогу. У 1650 році Карл висадився в Шотландії, але в двох запеклих боях — битві при Данбарі (1650) і битві при Вустері (1651) — кавалерія Кромвеля розгромила переважаючі сили противника. На цьому громадянська війна закінчилася, принц Карл втік до Франції.

## Встановлення протекторату
У квітні 1653 року члени парламенту, які не переобиралися з 1640 року, вирішили зробити своє членство вічним. Кромвель з групою мушкетерів з'явився на засідання, назвав присутніх п'яницями, розпусниками і продажними грішниками, після чого розігнав їх зі словами: «Я покладу край вашим балачкам». З цього моменту він став правити країною одноосібно. Члени нової палати громад, утвореної в липні 1653 року, були фактично не обрані, а призначені Державною радою, тобто Кромвелем. Однак новий орган не виявив повної покірності і через всього 5 місяців був розпущений.
16 грудня 1653 року новообраний парламент прийняв першу в історії Англії конституцію, що отримала назву «Знаряддя управління» (англ. The Instrument of Government). У ній вперше містилося твердження, пізніше включене до багатьох інших республіканських конституцій: «Народ, під владою Божою, є основою будь-якої істинної влади» (англ. The people are, under God, the original of all just power). Палата лордів скасовувалася. Конституція прямо оголосила Кромвеля довічним «лордом-протектором» (буквально: Верховним захисником) країни, фактично з королівськими повноваженнями.
Раніше титул лорда-протектора епізодично присвоювався англійським принцам, котрі виконували обов'язки регента у дитинстві, у випадку серйозної хвороби або тривалої відсутності монарха. Останнім носієм цього титулу до Кромвеля був Едуард Сеймур, що правив в період 1547—1549 від імені малолітнього Едуарда VI.
Був обраний новий парламент (вересень 1654 року) з 400 депутатів, який проіснував кілька місяців і в січні 1655 року за спробу скоротити повноваження протектора був розпущений. Новий парламент в 1657 році замінив першу конституцію на нову, яка була названа «Смиренною петицією». Парламент запропонував Кромвелю титул короля. Кромвель відкинув цю пропозицію, але погодився зробити свою владу спадковою. Формально Англія залишалася республікою. За новою конституцією Кромвель мав титул «Його Високість» (англ. His Highness), керував військовими діями і закордонними справами, призначав і звільняв державних чиновників, підписував закони, засновував титули лордів (які республіка не скасувала), мав право призначити свого наступника.
У 1658 році палату лордів було фактично відновлено (під назвою «інша палата», англ. Other House) як наглядовий орган над палатою громад, члени її призначалися особисто Кромвелем. Реально другу палату вдалося укомплектувати лише після смерті Олівера Кромвеля, і проіснувала вона недовго.